# Calories buides

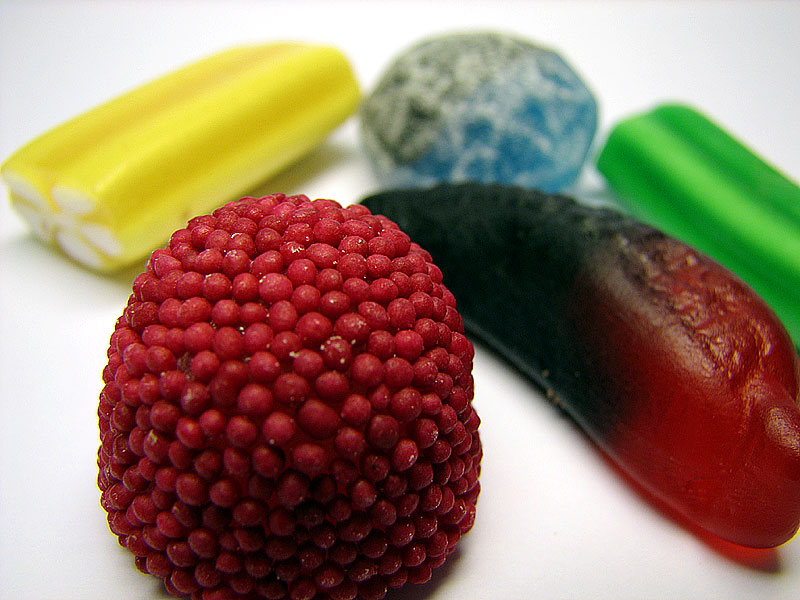
Gominoles

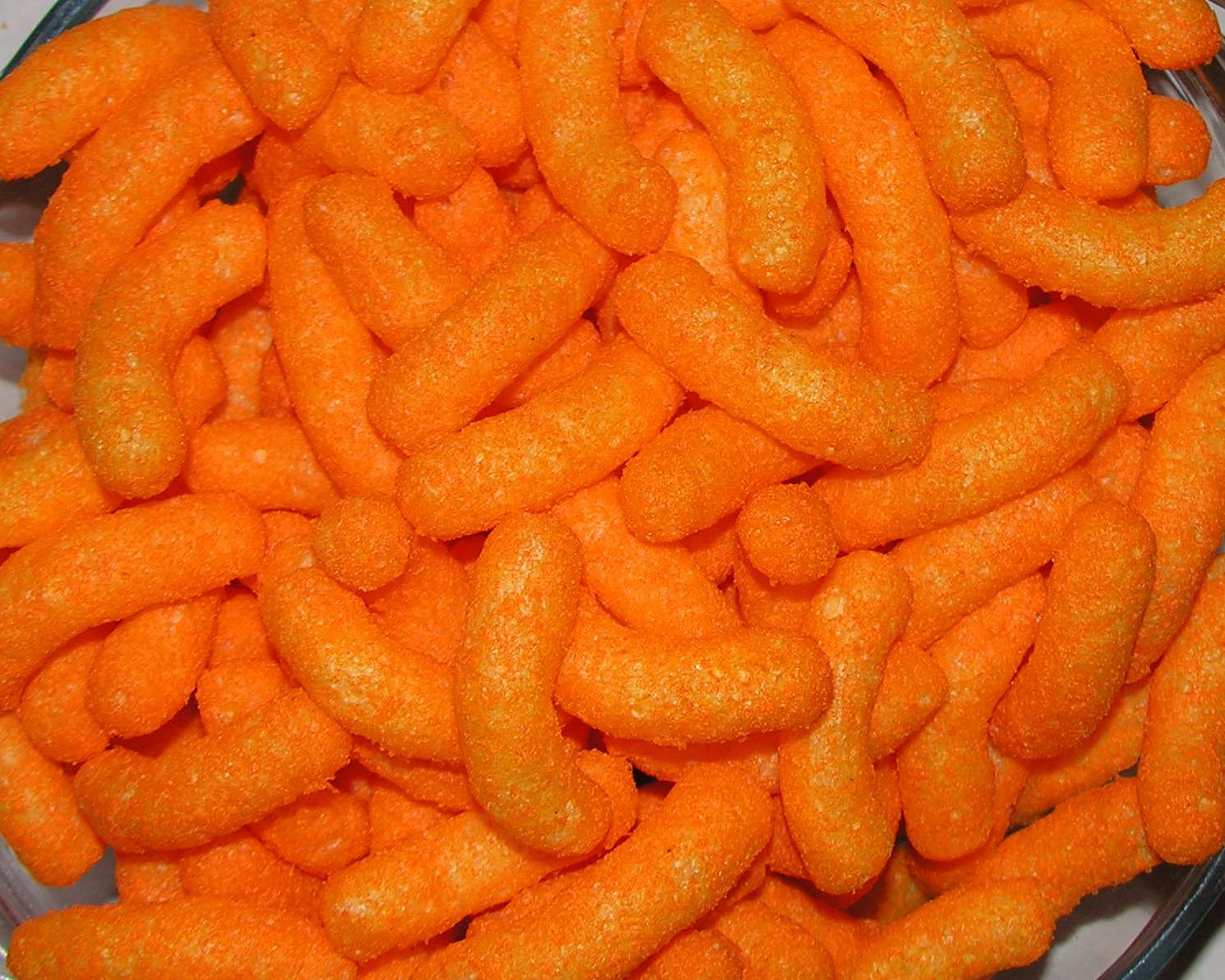
Ganxitos

Calories buides és una expressió utilitzada en nutrició per designar l'energia present en productes, especialment els molt calòrics, que aporten únicament o bàsicament energia (calories) però només una quantitat nul·la o negligible de nutrients necessaris (vitamines, minerals, etc.). Alguns casos típics d'aliments amb calories buides són els aperitius i les llaminadures industrials, les hamburgueses dels locals de menjar ràpid i l'alcohol.
Una petita quantitat a la dieta d'aliments amb calories buides, en una persona sana, no és perjudicial, si no aporta elements tòxics o perjudicials per a la salut. El concepte va començar a rebre importància amb les dietes actuals d'algunes persones del primer món que es caracteritzen per constar pràcticament només d'aquests productes. El resultat és que, tot i ingerir grans quantitats d'aliments i tenir unes elevades reserves d'energia (fins i tot, sovint, patir obesitat), aquestes persones tenen mancances nutricionals i poden tenir malalties típiques de la malnutrició (que fins fa poc s'associava a l'alimentació insuficient), com pot ser l'escorbut.
Hom associa en especial les calories buides amb certs productes industrials molt elaborats i compostos principalment per una elevadíssima quantitat de greix o hidrats de carboni o ambdós. A més, els productes no dolços solen tenir un excés de sal, i la majoria contenen quantitats elevades de conservants, colorants i altres additius. Per a augmentar els beneficis econòmics i abaixar els costos, la carn, el peix, el sucre, l'oli d'oliva, els vegetals, etc. se substitueixen, en la mesura tècnicament possible, per altres matèries primeres més econòmiques, que solen ser greixos animals o vegetals de baixa qualitat, sucres de baixa qualitat i aromatitzants. El resultat és un producte que, malgrat ser econòmicament interessant, no ho és gens nutricionalment, ja que la seva aportació és buida.